# Gynoplistia (Gynoplistia) erinundra
Gynoplistia (Gynoplistia) erinundra is een tweevleugelige uit de familie steltmuggen (Limoniidae). De soort komt voor in het Australaziatisch gebied.